# The Informant!
The Informant! is een Amerikaanse film van Steven Soderbergh met Matt Damon in de hoofdrol. De film is een zwarte komedie en is gebaseerd op het gelijknamige boek van journalist Kurt Eichenwald. Het verhaal van zowel het boek als de film is gebaseerd op ware feiten.

## Verhaal
Ivy League Ph.D. Mark Whitacre werkte zich in de jaren 90 op bij Archer Daniels Midland (ADM). Hij had een belangrijke functie binnen het bedrijf maar besloot toch om naar FBI-agent Brian Shepard te stappen om hem de waarheid te vertellen. Hij gaf toe dat enkele belangrijke bazen van ADM (waaronder Whitacre zelf) samen met andere bedrijven afspraken hadden gemaakt om de prijs van lysine te doen stijgen.
Om de FBI te kunnen helpen, werd hij een informant. Hij verzamelde video- en geluidsfragmenten om de witteboordencriminaliteit aan het licht te brengen.
Whitacre kreeg, in de periode dat hij voor de FBI werkte, last van een bipolaire stoornis. Hij stond op de rand van een zenuwinzinking en kon de druk niet aan. Uiteindelijk dachten de media dat hij $9 miljoen had gestolen van ADM en de andere bedrijven tijdens de periode dat hij voor de FBI werkte.

## Rolverdeling
- Matt Damon: Mark Whitacre
- Scott Bakula: Brian Shepard
- Melanie Lynskey: Ginger Whitacre
- Allan Havey: Dean Paisley
- Thomas F. Wilson: Mark Cheviron
- Joel McHale: Robert Herndon
- Candy Clark: Mark Whitacres moeder
- Scott Adsit: Sid Hulse